# Erkheim

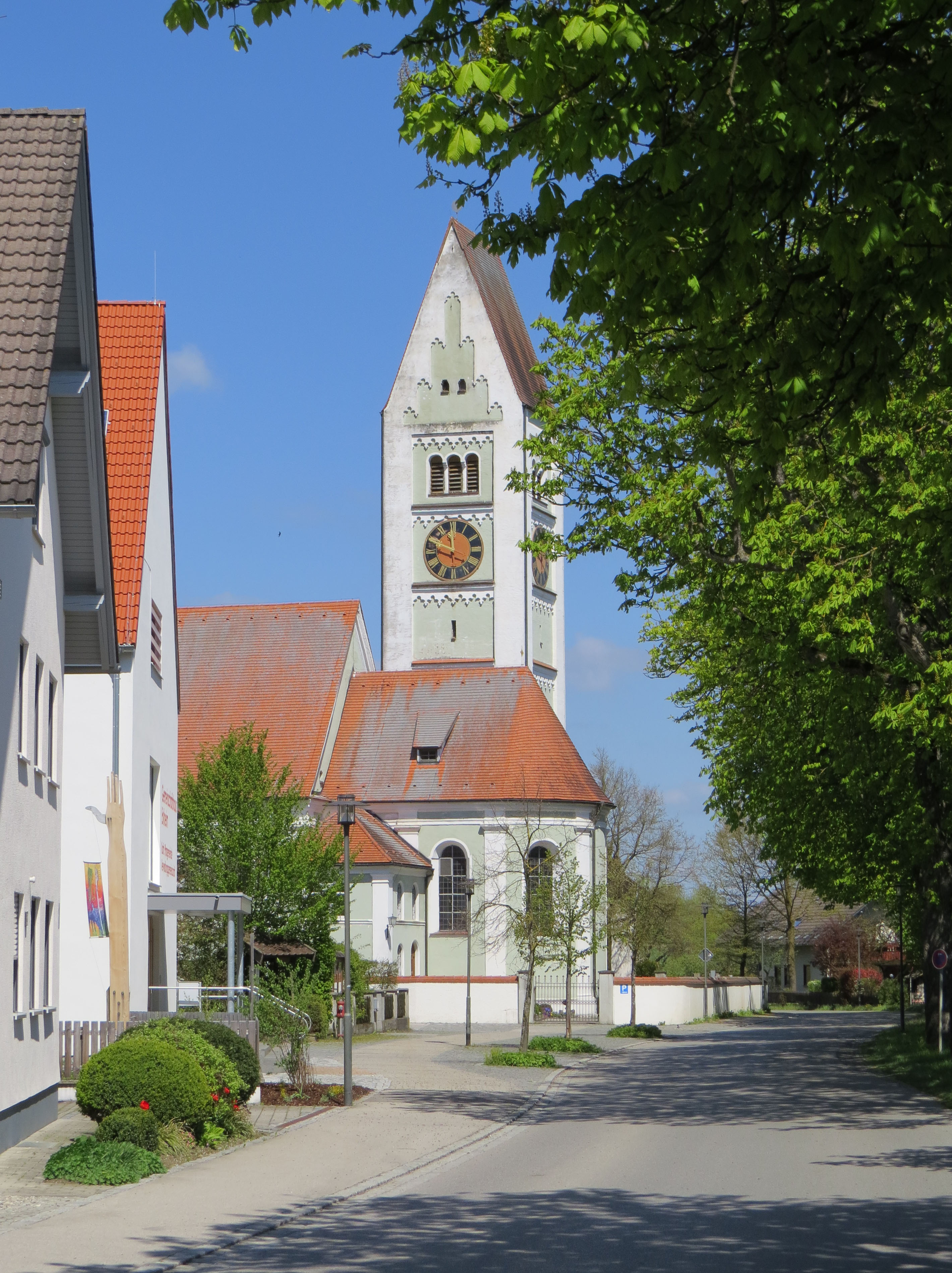
Pfarrkirche Mariä Himmelfahrt in Erkheim

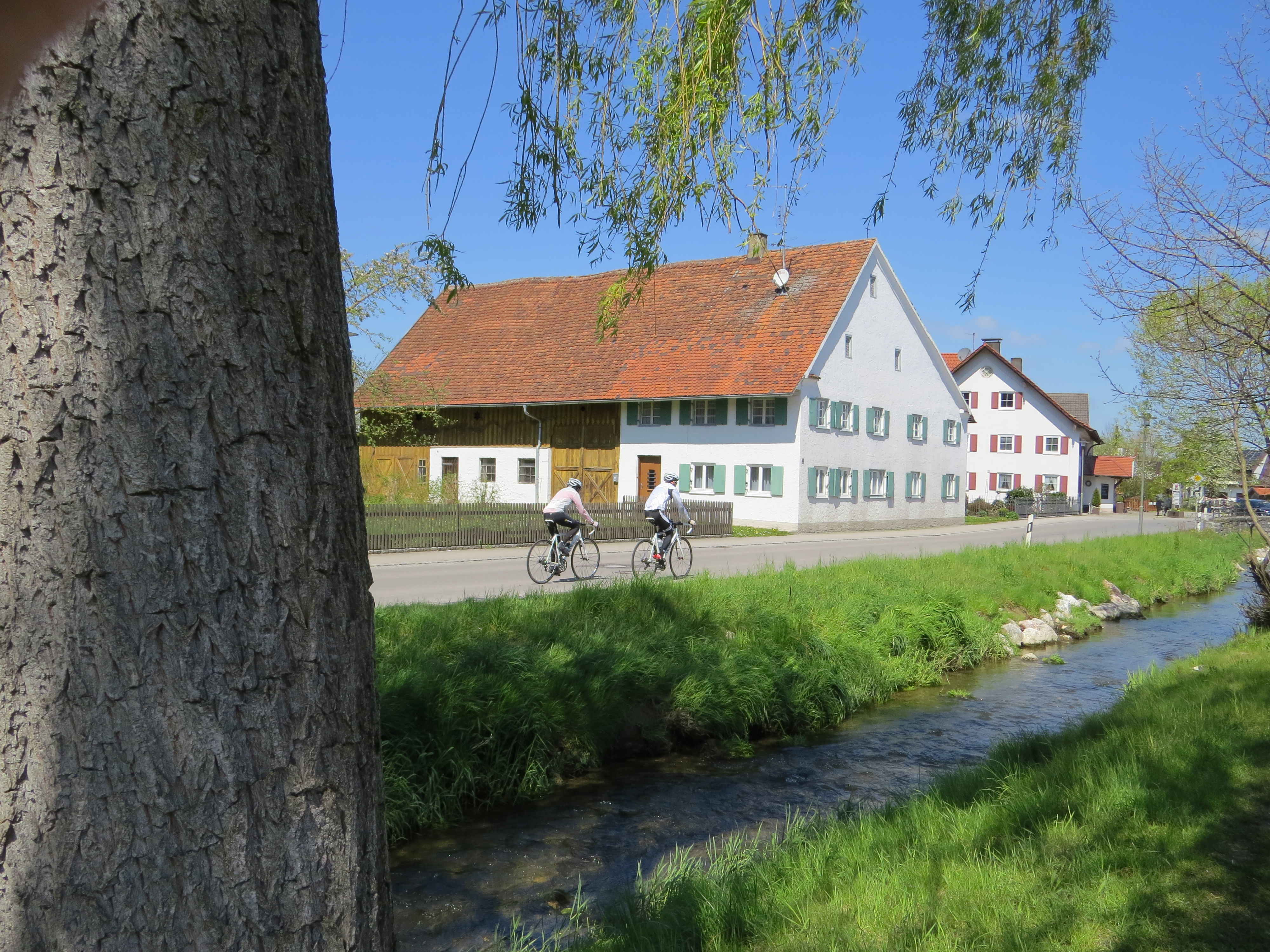
Günztalstraße in Erkheim

Erkheim ist ein Markt im schwäbischen Landkreis Unterallgäu und der Sitz der Verwaltungsgemeinschaft Erkheim.

## Geografie

### Lage
Erkheim liegt 15 Kilometer östlich von Memmingen in Oberschwaben. Im Süden wird die Gemeinde durch die Autobahn A 96 begrenzt. Südlich davon befindet sich ein kleines Gewerbegebiet, das zur Marktgemeinde gehört. Im Westen begrenzen die Flurmarken Schindergarten und Rollenberg das Gemeindegebiet, im Osten bildet der Äußere Riedbach die Grenze. Mitten durch den Ort fließt die Östliche Günz. Östlich des äußeren Riedbaches liegt das Ried, eine kleine Moorlandschaft, in dem sich das für die Wasserversorgung des Marktes wichtige Wasserwerk befindet. Südwestlich erhebt sich der Egelsberg mit etwa 625 m ü. NHN.

### Nachbargemeinden
| Lauben                   | Babenhausen                                 | Breitenbrunn                          |
| Westerheim Ortsteil Günz | Kompassrose, die auf Nachbargemeinden zeigt | 0 Oberrieden0Kammlach                 |
| Westerheim               | Sontheim                                    | Kammlach Ortsteile Höllberg und Rufen |

### Gemeindegliederung
Es gibt zehn Gemeindeteile (in Klammern ist der Siedlungstyp angegeben):
- Arlesried (Pfarrdorf)
- Dankelsried (Dorf)
- Daxberg (Kirchdorf)
- Erkheim (Hauptort)
- Erlenberg (Weiler)
- Knaus (Weiler)
- Lerchenberg (Weiler)
- Moosmühle (Weiler)
- Schlegelsberg (Kirchdorf)
- Trinkenloh (Einöde)

Die Weiler Hauggenhöfe und Kreiwang sind keine amtlich benannten Gemeindeteile.

## Geschichte

### Bis zur Gemeindegründung
Erkheim wurde erstmals 764 urkundlich und 1176 ausführlich erwähnt. Bis 1803 war die Herrschaft Erkheim zersplittert. Ungefähr drei Viertel des Grundes gehörten zur Reichsabtei Ottobeuren, ein Viertel sowie der Gemeindeteil Dankelsried zur Stadt Memmingen, genauer der Unterhospitalstiftung. Seit dem Reichsdeputationshauptschluss von 1803 gehört der Ort zu Bayern. Im Jahr 1818 entstand die politische Gemeinde.

### Kreiszugehörigkeit
Nach dem Zweiten Weltkrieg gehörte die Ortschaft zum Landkreis Memmingen. Bei der Neugliederung kam der Ort am 1. Juli 1972 zum Landkreis Mindelheim, der am 1. Mai 1973 amtlich in Landkreis Unterallgäu umbenannt wurde.

### Eingemeindungen
Im Zuge der Gebietsreform in Bayern wurden am 1. Juli 1972 die Gemeinden Arlesried und Daxberg eingegliedert. Am 1. Mai 1978 kam Schlegelsberg hinzu.

### Einwohnerentwicklung
| Jahr      | 1840 | 1900 | 1939 | 1959 | 1961 | 1970 | 1987 | 1991 | 1995 | 2000 | 2005 | 2010 | 2015 | 2018 | 2019 |
| Einwohner | 1323 | 1508 | 1801 | 2634 | 2403 | 2526 | 2560 | 2726 | 2828 | 2906 | 2987 | 2908 | 2970 | 3099 | 3171 |

Zwischen 1988 und 2018 wuchs der Markt von 2586 auf 3099 um 513 Einwohner bzw. um 19,8 %.

## Politik

### Gemeinderat und Bürgermeister
Bei der Kommunalwahl in Bayern am 15. März 2020 erhielten
- Christliche Wählervereinigung: acht Sitze
- Unabhängige Liste: fünf Sitze
- Bürgerblock: drei Sitze

In den vergangenen Jahrzehnten amtierten folgende Bürgermeister:
- Bis 1990: Karl Kusterer (Christliche Wählervereinigung)
- 1990–2002: Ignaz Heinle (CSU, Christliche Wählervereinigung)
- 2002–2008: Konrad Engel (parteilos, vorgeschlagen von: Unabhängige Liste)
- 2008–2014: Peter Wassermann (Christliche Wählervereinigung)
- Seit 2014: Christian Seeberger (CSU, Christliche Wählervereinigung)

### Gemeindefinanzen
Im Jahr 2012 betrugen die Gemeindesteuereinnahmen 2.946.000 Euro, davon waren 1.283.000 Euro Gewerbesteuereinnahmen (netto).

### Wappen
| | Blasonierung: „Ein hochgiebeliges Haus mit Erkertürmchen an den vier Ecken und auf dem First.“ |
| Wappenbegründung: Der Markt Erkheim verfügt über eines der wenigen sogenannten Bildsiegel. Es gibt das ehemalige in der Ortsmitte von Erkheim gelegene Schlösschen der Abtei Ottobeuren wieder, wie es zeitgenössische Darstellungen schon 1690 zeigten. Eine weitere Besonderheit ist, dass das mit dem am 27. April 1875 durch das Bayerische Staatsministerium des Äußern und das königliche Haus verliehene Siegelbild ohne Blasonierung festgelegt wurde. Doch wohl schon einige Zeit nach der Siegelverleihung führte der Markt Erkheim ein vom Bildsiegel abgeleitetes farbiges Wappen, das als geschichtliches Wappen gilt. Die künstlerische Neugestaltung des Wappens übernahm der Passauer Max Reinhart. Dieses Wappen wird seit 1990 geführt. |                                                                                                |

### Flagge
Die Flagge ist weiß-rot gestreift mit aufgelegtem Gemeindewappen. Sie wurde am 18. März 1991 mit Bescheid der Regierung von Schwaben genehmigt.

### Gemeindepartnerschaften
Erkheim unterhält seit 1999 eine Gemeindepartnerschaft mit der Gemeinde Saint-Hilaire-Saint-Mesmin im Département Loiret in Frankreich. Schon länger besteht die Gemeindepartnerschaft mit der Gemeinde Sins im Kanton Aargau in der Schweiz.

### Partnerschaften unter Vereinen
Die Freiwillige Feuerwehr Daxberg im Unterallgäu unterhält eine schon seit dem Jahre 1990 bestehende Partnerschaft mit der Freiwilligen Feuerwehr Daxberg aus Unterfranken. Die Musikkapelle Markt Erkheim pflegt freundschaftliche Beziehungen zu der Musikgesellschaft Sins/Aargau in der Schweiz und der Societé musicale aus St. Hilaire-St. Mesmin in Frankreich.

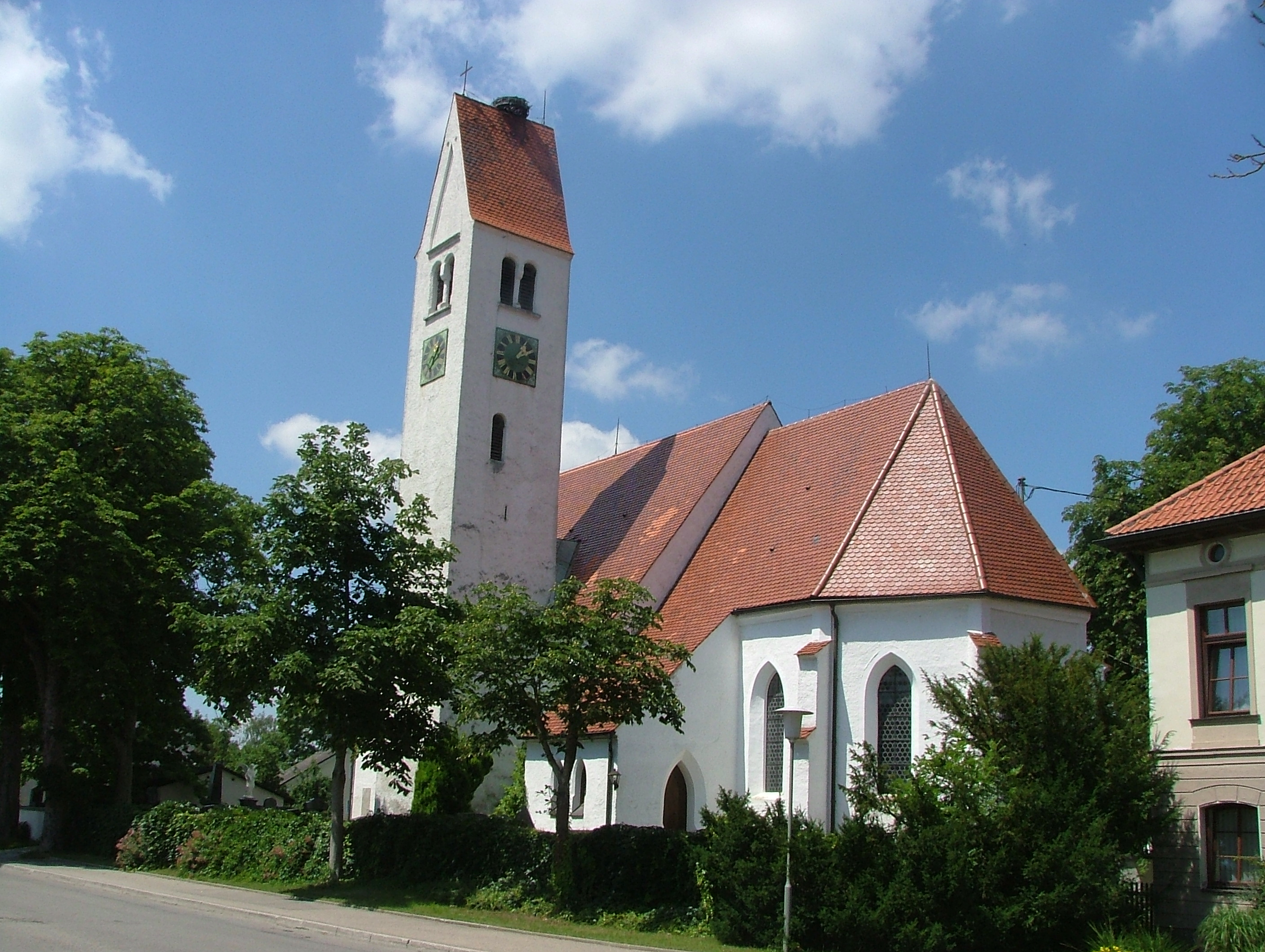
Evangelische Pfarrkirche Peter und Paul

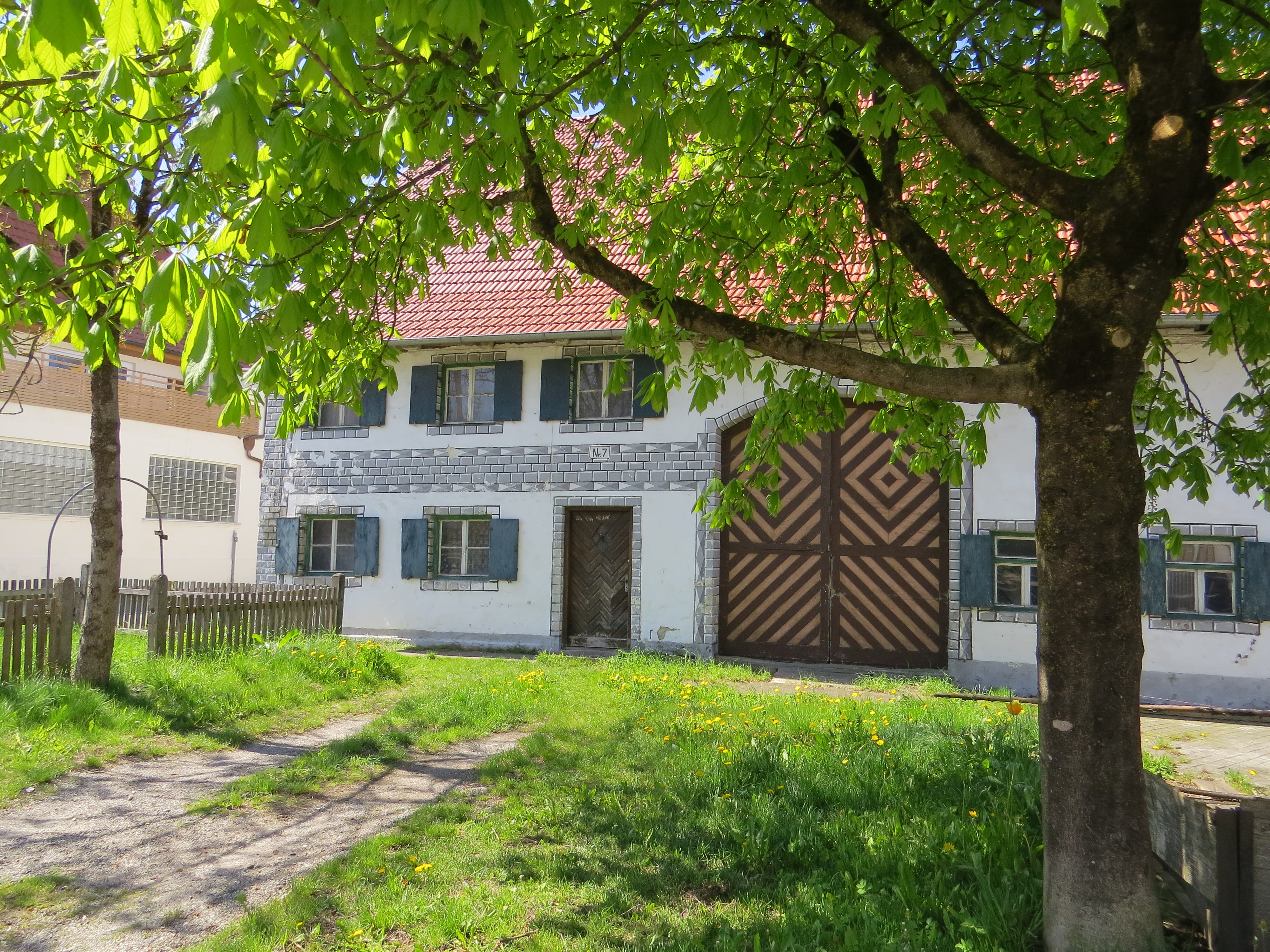
Bauernhaus in Erkheim

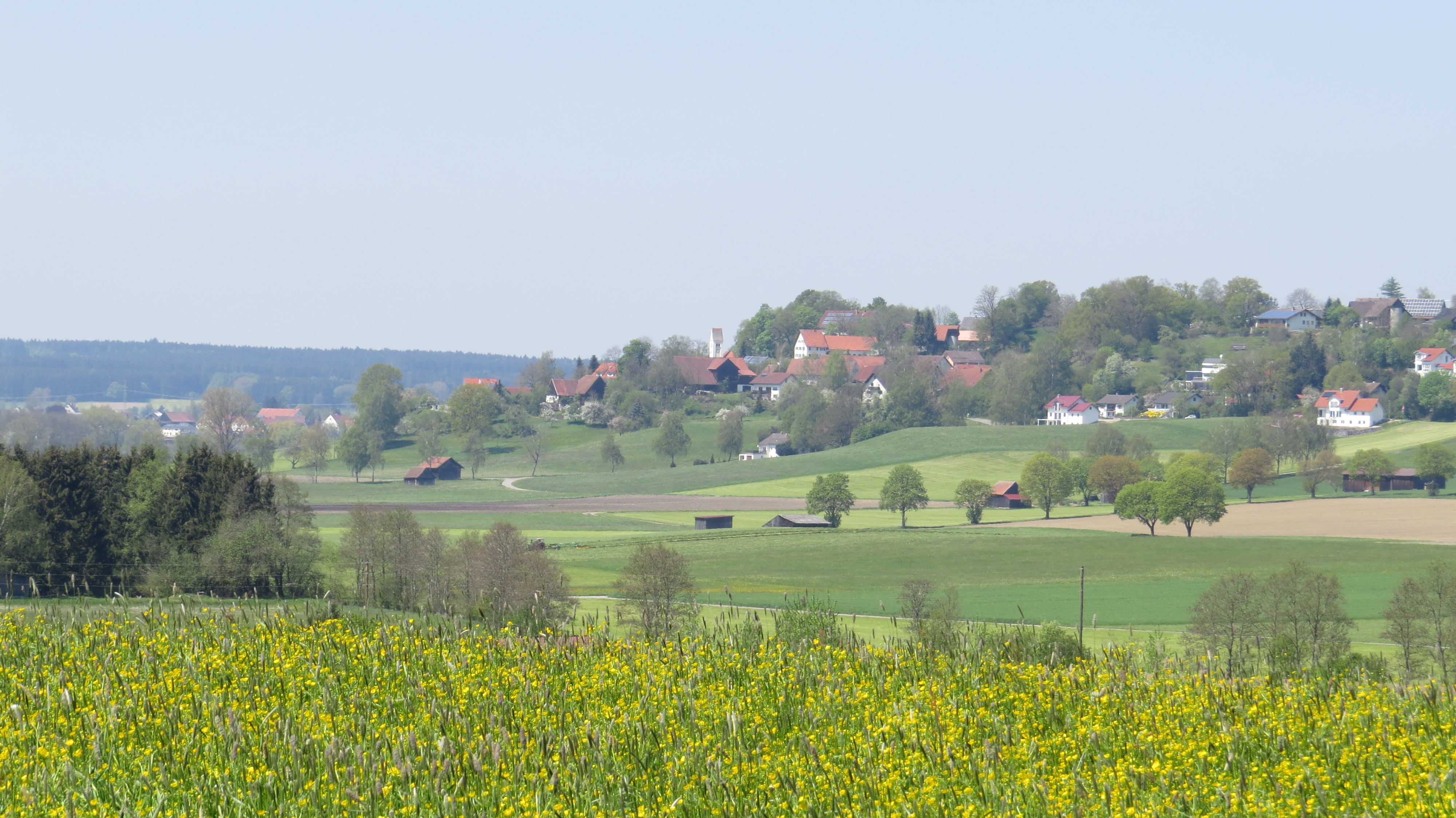
Daxberg von Südosten

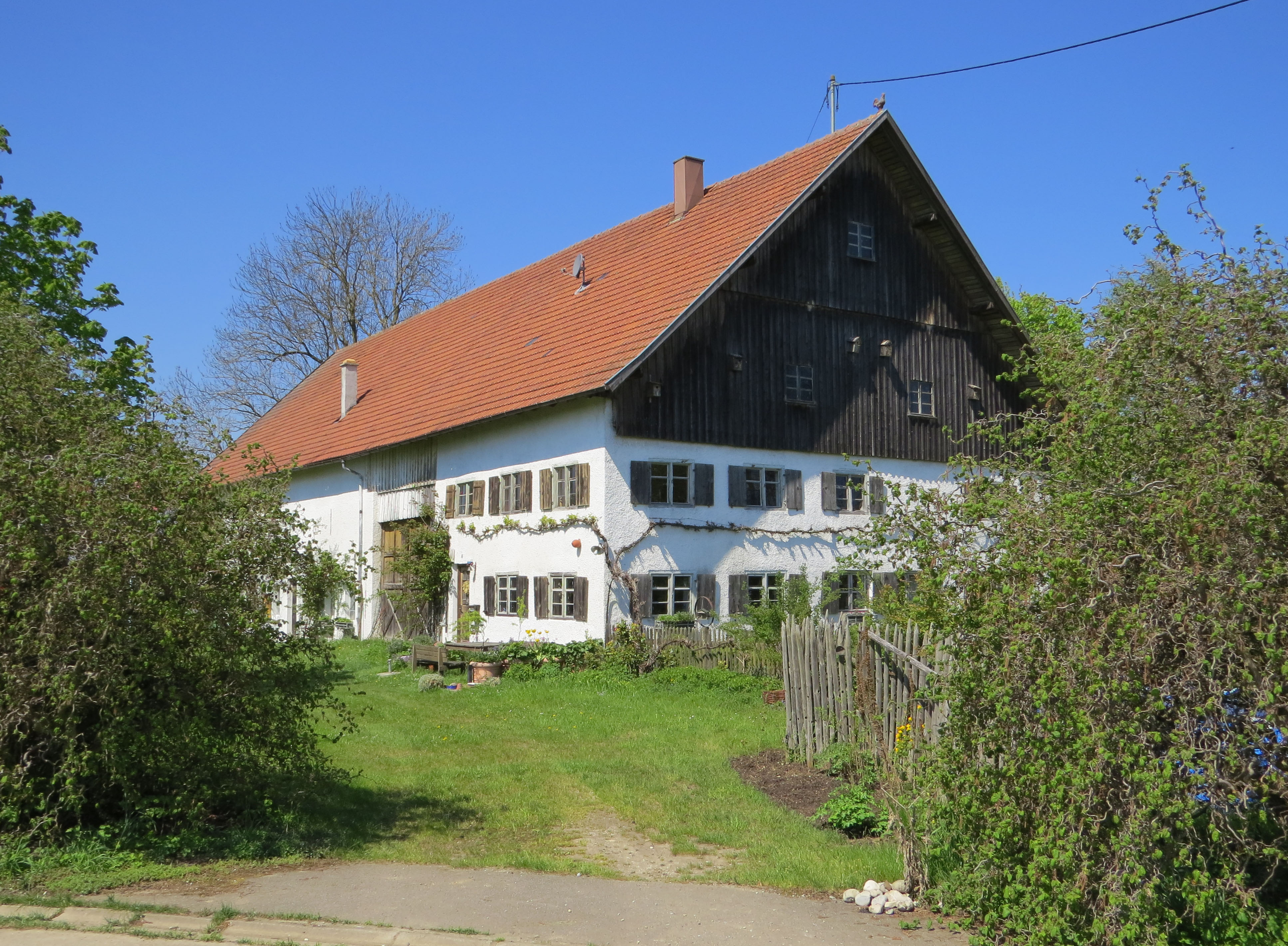
Knaus

## Kultur und Sehenswürdigkeiten
- Katholische Kirche Maria Himmelfahrt
- Evangelische Peter-und-Paul-Kirche
- 1996 baute die Firma Baufritz nach einem Entwurf von Diether Kunerth aus Anlass ihres hundertjährigen Bestehens den größten Holzkopf Deutschlands direkt neben die A 96.

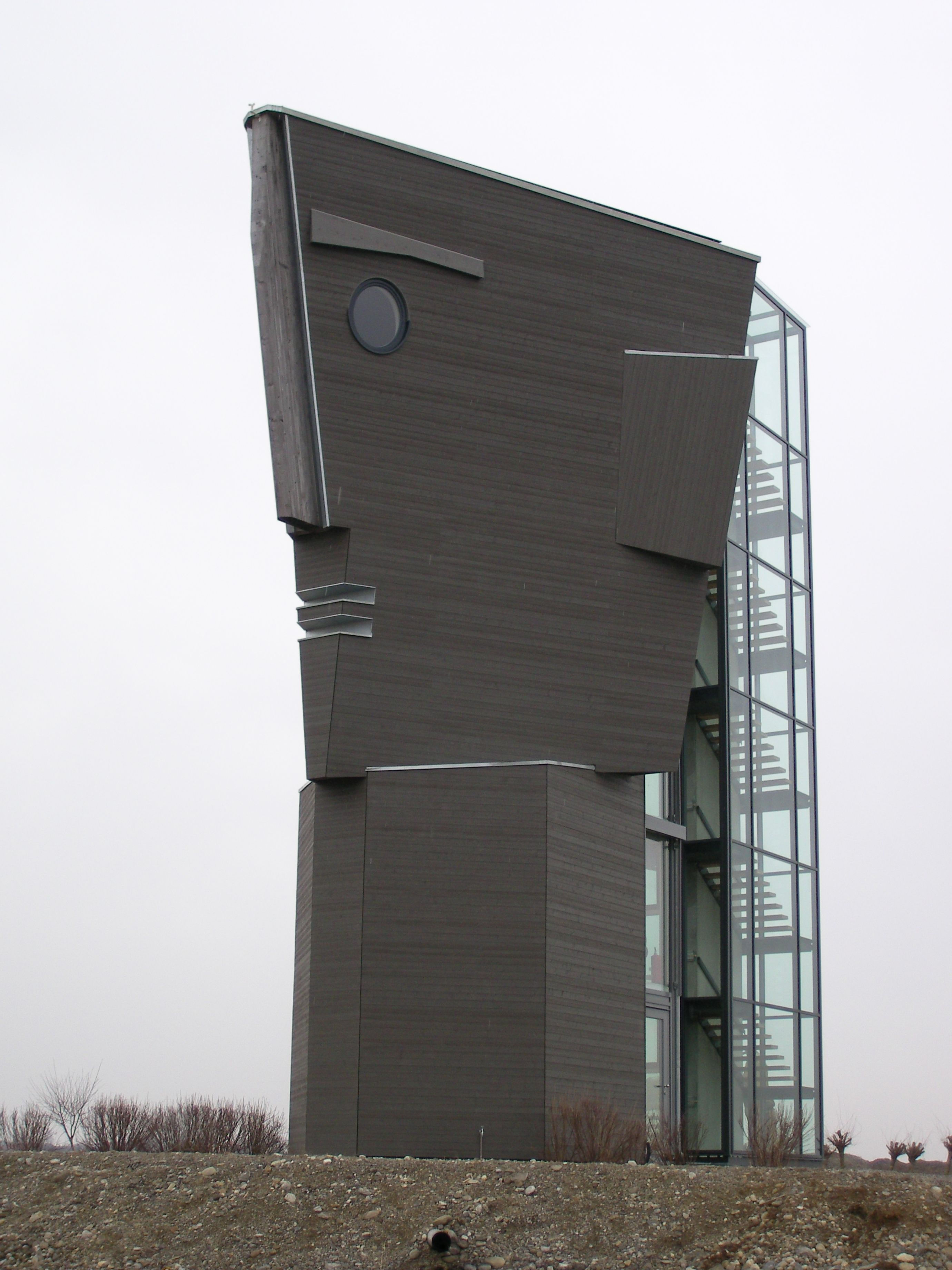
Bürogebäude „Holzkopf“ der Firma Baufritz von Diether Kunerth

- Allgäu-Schwäbisches Dorfschulmuseum im alten Schulhaus des Ortsteils Daxberg
- An der Gemeindegrenze zwischen dem Ortsteil Arlesried und Maria Baumgärtle befindet sich die Wallfahrtsstätte Mariental. Mitten im Wald lebte der Eremit Heinrich Maucher bis zu seinem Tod im November 2020 in seiner Einsiedelei.[10][11]

## Wirtschaft und Infrastruktur

### Wirtschaft
Im Jahr 2022 erzielte Erkheim Einnahmen aus der Gewerbesteuer in Höhe von 2,53 Millionen Euro. Mit einem Gewerbesteuerhebesatz von 325 % zählt die Gemeinde zu den steuerlich attraktivsten Standorten Deutschlands. Erkheim ist etwa steuerlich deutlich günstiger als die Landeshauptstadt München (Gewerbesteuerhebesatz 490 %).
Es gab 2012 im Bereich der Land- und Forstwirtschaft 13, im produzierenden Gewerbe 727 und im Bereich Handel, Verkehr und Gastgewerbe 171 sozialversicherungspflichtig Beschäftigte am Arbeitsort. In sonstigen Wirtschaftsbereichen waren am Arbeitsort 135 Personen sozialversicherungspflichtig beschäftigt. Sozialversicherungspflichtig Beschäftigte am Wohnort gab es insgesamt 1211. Im verarbeitenden Gewerbe gab es zwei, im Bauhauptgewerbe acht Betriebe. Im Jahr 2010 bestanden 56 landwirtschaftliche Betriebe mit einer landwirtschaftlich genutzten Fläche von insgesamt 1953 Hektar, davon waren 770 Ackerfläche und 1183 Dauergrünfläche.

### Ortsansässige Firmen

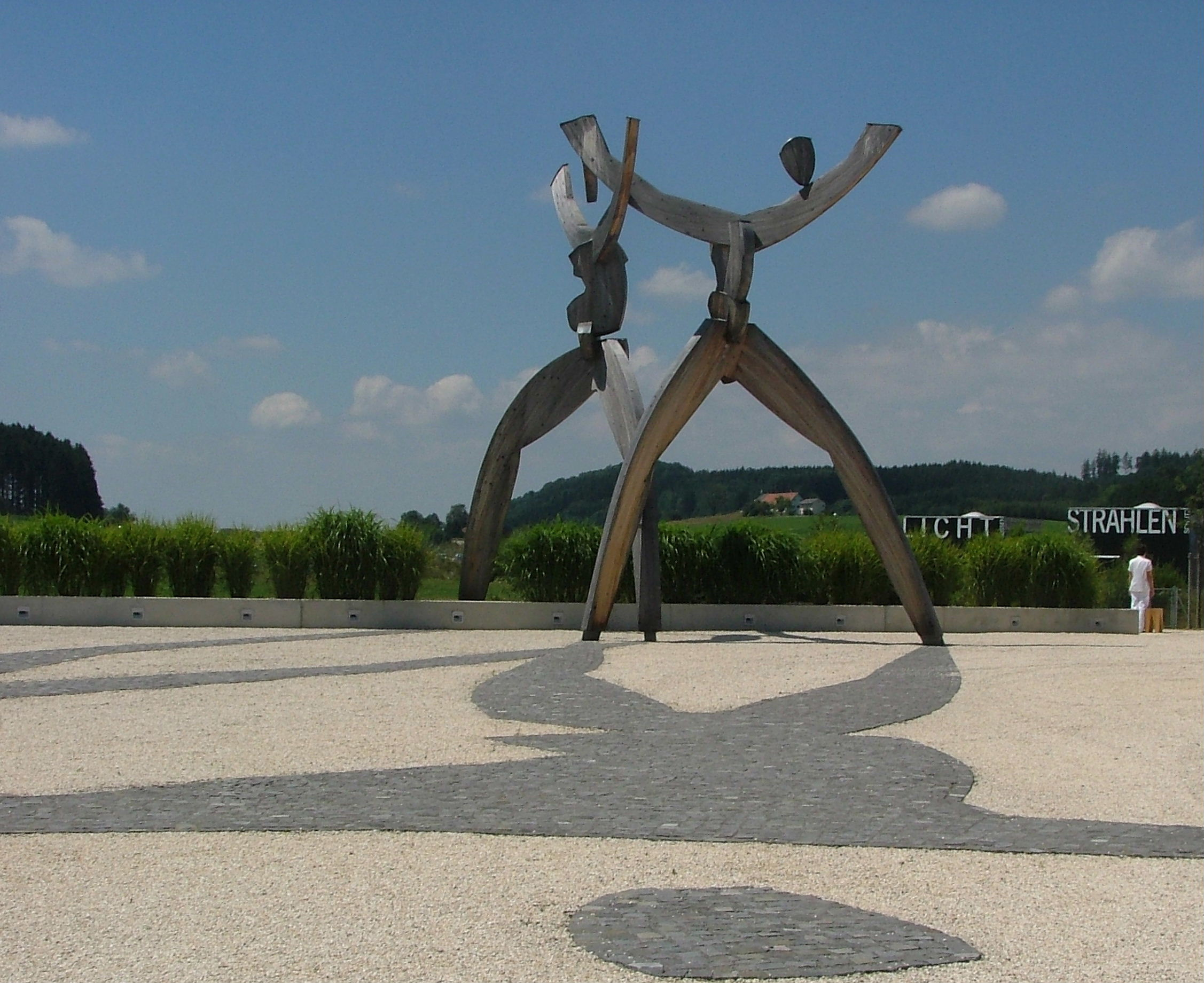
Baufritz

Die Wirtschaft des Marktes Erkheim ist mittelständisch orientiert. Die Firma Baufritz ist größter Arbeitgeber. An der Autobahnanschlussstelle Erkheim im Süden der Marktgemeinde ist ein Gewerbegebiet mit dem Ausbau der A 96 entstanden.

### Verkehrsanbindung
Erkheim ist mit einer eigenen Autobahnauffahrt der Autobahn A 96 an das überörtliche Straßennetz angebunden. Die A 7 ist über das etwa 15 Kilometer westlich liegende Autobahnkreuz Memmingen erreichbar. Durch den Ort führt in Nord-Süd-Richtung die Kreisstraße MN 13, am südlichen Ortsrand verläuft die B 18.
Am nächstgelegenen Bahnhof im drei Kilometer entfernten Sontheim bestehen stündliche Verbindungen auf der Bahnstrecke Buchloe–Memmingen nach Memmingen und München. Der nächstgelegene Flughafen Memmingen befindet sich mit dem nur 15 Kilometer westlich des Ortes und ist ebenfalls über die A 96 zu erreichen. Der Flughafen München liegt etwa 100 Kilometer östlich, der Flughafen Stuttgart etwa 100 Kilometer westlich von Erkheim; beide sind über die Autobahn zu erreichen.

### Bildung
In Erkheim gibt es einen Kindergarten mit 125 Kindergartenplätzen und einer Kinderkrippe. Der Kindergarten und die Krippe wurden aufgrund ihres nachhaltig vermittelten pädagogischen Konzepts, des Zustandes der Flächen und Außenanlagen sowie der Ausbildung des Personals mehrfach ausgezeichnet. Zusätzlich gibt es eine betriebliche Kindertagesstätte der Firma Baufritz, die Erkheimer Einwohnern ebenfalls zur Verfügung steht.
Im Zuge der bayerischen Schulreform wurde die Volksschule Erkheim zum 1. August 2010 in eine Grundschule und eine Mittelschule aufgeteilt. Weiterführende Schulen in den nahen Städten Memmingen, Ottobeuren und Mindelheim werden mit Schulbussen erreicht.

### Gesundheitswesen
In einem 2014 neu errichteten Ärztehaus sind eine Hausarztpraxis, ein Augenarzt, ein Zahnarzt und eine Reha-Praxis untergebracht. In der ehemaligen Molkerei wurde im Jahr 2014 ein Alten- und Pflegeheim eingerichtet.

### Presse
Die historische Zugehörigkeit zum früheren Landkreis Memmingen verdeutlicht sich noch durch das Verbreitungsgebiet der Memminger Zeitung,  das in Erkheim endet. Drei Kilometer weiter, in Kammlach, gegenüber dem Kohlberg, ist die Mindelheimer Zeitung verbreitet.

### Sport
Im Westen Erkheims befindet sich das Sportzentrum des TV Erkheim mit Tennisplätzen, Eisplatz und mehreren Fußballplätzen. Der Fußball-Hauptplatz verfügt über eine Tribüne mit einem Fassungsvermögen von 400 Personen. Die Erste Fußballmannschaft des TV Erkheim spielte von der Saison 2011/12 bis 2021/22 in der Bezirksliga Schwaben Süd und seitdem als ranghöchster Verein im Landkreis Unterallgäu in der Landesliga Bayern Süd-West.

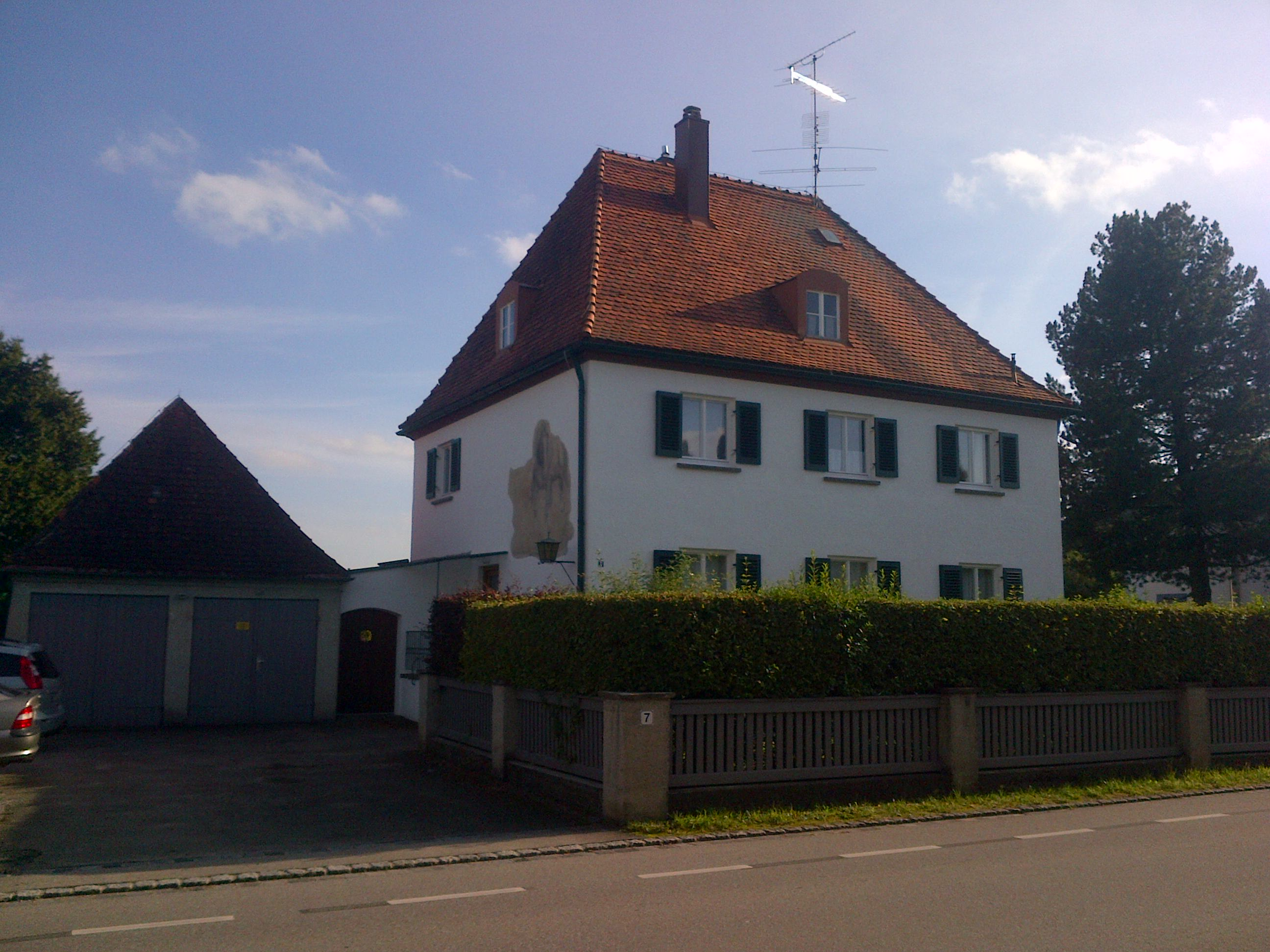
Elternhaus von Richard Burkhart

## Persönlichkeiten
Richard K. H. Burkart (* 1950), bildender Künstler, wuchs in der Memminger Straße Nr. 7 in Erkheim auf und lebte dort bis zu seiner Übersiedelung nach Berlin. Er veröffentlichte Werke in zahlreichen Bibliotheken und Museen. Sein Atelier befindet sich in Berlin-Kreuzberg.

## Regelmäßige Veranstaltungen
- Frühjahrsmarkt: Am vorletzten Märzsonntag findet ein Krämermarkt statt.
- Jeweils am 1. Mai findet ein großes Maifest mit Maispielen auf dem Platz der Freundschaft statt.
- Am zweiten Juli-Wochenende findet jährlich von Freitagabend bis Montagabend das Erkheimer Volksfest mit großem Bierzelt und Fahrgeschäften auf der Festwiese statt. Am Sonntag wird jeweils ein großer Krämermarkt und ein Flohmarkt veranstaltet. Am Montagabend findet im Bierzelt die beliebte Veranstaltung Erkheim, wie es singt und lacht mit der Erkheimer Musikkapelle und lokalen Mundartkünstlern statt.
- Herbstmarkt: Am vorletzten Oktobersonntag findet ein Krämermarkt statt.
- Klausenumzug: Am ersten Advent findet jährlich ein großer Nikolausumzug mit durchschnittlich ca. 2000 bis 3000 Zuschauern statt.
- Nikolauslauf: Am zweiten Advent veranstaltet der TV Erkheim einen überregional bekannten Straßenlauf durch Erkheim.